# The Barrel Organ
The Barrel Organ è un cortometraggio muto del 1914 diretto da Edmond F. Stratton.

## Produzione
Il film fu prodotto dalla Vitagraph Company of America.

## Distribuzione
Distribuito dalla General Film Company, il film - un cortometraggio in una bobina - uscì nelle sale cinematografiche statunitensi il 4 settembre 1914.